# Viacheslav Andrusenko
Viacheslav Dmítriyevich Andrusenko (en ruso: Вячеслав Дмитриевич Андрусенко; San Petersburgo, 14 de mayo de 1992) es un deportista ruso que compitió en natación, especialista en el estilo libre. Está casado con la nadadora Veronika Popova.
Ganó una medalla de bronce en el Campeonato Mundial de Natación en Piscina Corta de 2014 una medalla de bronce en el Campeonato Europeo de Natación de 2012 y una medalla de bronce en el Campeonato Europeo de Natación en Piscina Corta de 2015.
Participó en los Juegos Olímpicos de Río de Janeiro 2016, ocupando el quinto lugar en la prueba de 4 × 200 m libre.

## Palmarés internacional
| Campeonato Mundial en Piscina Corta | Campeonato Mundial en Piscina Corta | Campeonato Mundial en Piscina Corta | Campeonato Mundial en Piscina Corta |
| Año                                 | Lugar                               | Medalla                             | Prueba                              |
| ----------------------------------- | ----------------------------------- | ----------------------------------- | ----------------------------------- |
| 2014                                | Doha (Catar)                        | Medalla de bronce                   | 4 × 200 m libre                     |
| Campeonato Europeo                  |                                     |                                     |                                     |
| Año                                 | Lugar                               | Medalla                             | Prueba                              |
| 2012                                | Debrecen (Hungría)                  | Medalla de bronce                   | 4 × 100 m libre                     |
| Campeonato Europeo en Piscina Corta |                                     |                                     |                                     |
| Año                                 | Lugar                               | Medalla                             | Prueba                              |
| 2015                                | Netanya (Israel)                    | Medalla de bronce                   | 200 m libre                         |